# Sternorsidis brunnea
Sternorsidis brunnea là một loài bọ cánh cứng trong họ Cerambycidae.